# Société musicale russe
La Société musicale russe (Русское музыкальное общество), devenue en 1868 la Société musicale russe impériale, est une société de soutien à la musique dont la vocation était de répandre la grande musique classique et contemporaine dans l'Empire russe à un large public et de favoriser les études musicales et l'émergence de jeunes talents russes. Elle exista de la seconde moitié du XIXe siècle, jusqu'en 1917.

## Historique

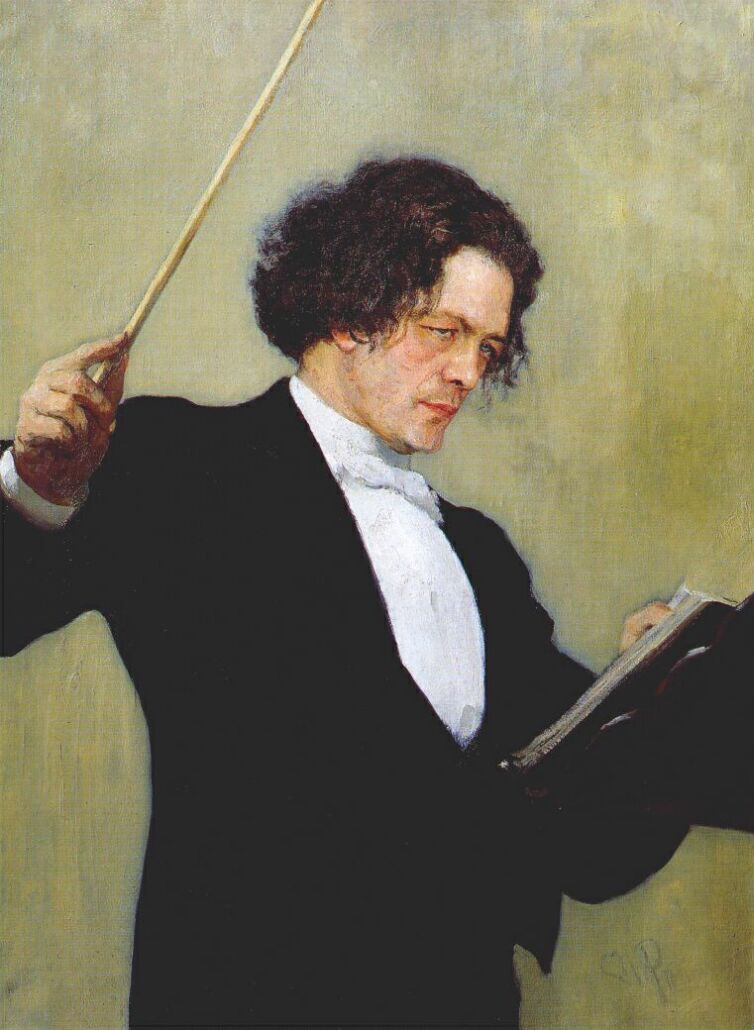
Anton Rubinstein, tableau d'Ilia Répine (1887), Musée russe.

Précédemment à cette société, il existait depuis 1840 à Saint-Pétersbourg une Société musicale symphonique formée par le comte Wielgorski qui donnait des concerts dans son palais, ainsi qu'une Société des concerts qui donnait des concerts dans le palais du prince Lvov. C'est la grande-duchesse Hélène qui a l'idée de former une société plus importante dans la vocation est de se répandre dans l'Empire, à l'instar de ce qui se faisait dans les États de son Allemagne natale. Elle faisait donner elle-même des concerts de musique de chambre dans ses salons du palais Michel.
La Société est fondée le 1er (13) mai 1859 par un décret impérial à Saint-Pétersbourg et quelques mois plus tard la filiale de Moscou est inaugurée en 1860. Les premiers directeurs sont Anton Rubinstein à Saint-Pétersbourg et son frère Nikolaï Rubinstein à Moscou. La société est placée sous la protection de la grande-duchesse Hélène, puis après 1873 du grand-duc Constantin, puis plus tard du grand-duc Constantin Constantinovitch.
À Saint-Pétersbourg, les concerts symphoniques sont donnés dans la salle de la Société de bienfaisance et une aile du palais Michel abrite les premiers étudiants de cette institution qui n'est pas encore nommée conservatoire. Le conservatoire de Saint-Pétersbourg est inauguré solennellement le 8 septembre 1862 et dirigé par Anton Rubinstein.
Celui-ci déclare:
« Il y a trois ans, la Société musicale russe est apparue à Saint-Pétersbourg sous la protection de Son Altesse la grande-duchesse Hélène Pavlovna, dont le but était de répandre l'art musical en Russie. La fondation maintenant d'un conservatoire qui donne le droit à ses étudiants de devenir bourgeois d'honneur ou artistes libres et qui leur permet de répondre à leur désir de se consacrer exclusivement à la musique, est depuis le début la préoccupation constante de la direction. Par l'octroi de ces droits, nous sommes considérablement obligés de l'intercession de notre auguste protectrice qui nous a accordé son assistance à maints égards. »
À Moscou, Nikolaï Rubinstein profite du soutien du prince Nikolaï Petrovitch Troubetskoï (1828-1900) qui devient président de fait de la Société musicale de Moscou.
Rapidement la croissance de la société ne peut être soutenue financièrement par la grande-duchesse Hélène et quelques mécènes. La famille impériale la place donc sous sa protection avec des subsides annuels de quinze mille roubles et la société ajoute « impériale » à son nom. À la mort de la grande-duchesse Hélène en 1873, la Société musicale russe est déjà installée, outre Saint-Pétersbourg et Moscou, à Kiev (1861), à Kazan (1864), à Kharkov (1871), à Nijni Novgorod, Saratov et Pskov (1873). Chaque filiale organise des concerts professionnels et amateurs, ainsi qu'un conservatoire.
Le grand-duc Constantin devient président de la Société à partir de 1873 qui s'étend en Sibérie: à Omsk en 1876, à Tobolsk en 1878 et à Tomsk en 1879. Plus tard, son épouse devient vice-présidente de la Société, puis présidente. Des filiales sont ouvertes dans les années 1880-1890 en Russie centrale et en Russie méridionale, ainsi qu'à Tiflis.  Ensuite le grand-duc Constantin Constantinovitch, excellent pianiste et poète, ami de Tchaïkovsky, prend la vice-présidence, sous la présidence de sa mère. Il devient président à sa mort en 1911.
Au début du XXe siècle, la Société disposait d'une cinquantaine de filiales.Elle s'étend dans les provinces du sud et du Caucase (jusqu'à Bakou) et défend l'enseignement de la musique dans les établissements secondaires également. De nombreux concerts sont donnés pour le jubilé de la Société en 1909.
Il y avait trois catégories de membres: les membres d'honneur (dont la grande-duchesse Catherine Mikhaïlovna et le duc de Mecklembourg-Strelitz son époux, et plus tard le grand-duc Serge), les membres effectifs qui finançaient la Société, et les membres ordinaires. Elle était dirigée par un comité directeur. Parmi ceux-ci, il y eut Vassili Safonov, Peter Jurgenson, Mikhaïl Morozov, puis son épouse Margarita Morozova, etc.

## Source
- (ru) Cet article est partiellement ou en totalité issu de l’article de Wikipédia en russe intitulé « Русское музыкальное общество » (voir la liste des auteurs).